# Ondrej Nepela
Ondrej Nepela (Bratislava, 22 januari 1951 – Mannheim, 2 februari 1989) was een Slowaaks kunstschaatser. Hij nam voor Tsjecho-Slowakije deel aan drie edities van de Olympische Winterspelen: Innsbruck 1964, Grenoble 1968 en Sapporo 1972. In 1972 werd hij olympisch kampioen bij de mannen. Nepela was ook drievoudig wereldkampioen en vijfvoudig Europees kampioen.

## Biografie
Nepela raakte in 1958 geïnteresseerd in kunstschaatsen toen hij zijn landgenoot Karol Divín Europees kampioen zag worden. Op dertienjarige leeftijd nam hij deel aan de Olympische Spelen in Innsbruck. In de tien jaar erna veroverde Nepela alle beschikbare kunstschaatstitels. De achtvoudig Tsjecho-Slowaaks kampioen won in 1966 zijn eerste EK-medaille en veroverde in 1969, na drie keer brons, zijn eerste goud op de EK. Hij zou de medaille vijf keer, tot en met 1973, winnen. Op de WK verloor hij twee keer van de Britse kunstschaatser Tim Wood. In 1971 veroverde Nepela zijn eerste wereldtitel. Er zouden nog twee wereldtitels volgen, voor het laatst in 1973 toen de WK in zijn geboortestad Bratislava plaatsvonden. Daarnaast won Nepela in 1972, op de Olympische Spelen in Sapporo, olympisch goud. Sinds 1974 schaatste hij met Holiday on Ice en coachte hij andere schaatsers. In 1989 begeleidde hij de West-Duitse Claudia Leistner naar de Europese titel. Kort daarna overleed Nepela, die homoseksueel was, aan vermoedelijk een aids-gerelateerde ziekte. De Slowaakse kunstschaatsbond organiseert sinds 1993 de jaarlijkse Ondrej Nepela Memorial.

## Belangrijke resultaten
| Kampioenschap           | 63/64 | 64/65 | 65/66 | 66/67 | 67/68 | 68/69  | 69/70  | 70/71 | 71/72 | 72/73 |
| ----------------------- | ----- | ----- | ----- | ----- | ----- | ------ | ------ | ----- | ----- | ----- |
| Olympische Spelen       | 22e   |       |       |       | 8e    |        |        |       | Goud  |       |
| Wereldkampioenschap     | 17e   | 16e   | 8e    | 6e    | 6e    | Zilver | Zilver | Goud  | Goud  | Goud  |
| Europees kampioenschap  |       | 8e    | Brons | Brons | Brons | Goud   | Goud   | Goud  | Goud  | Goud  |
| Nationaal kampioenschap |       | Goud  | Goud  | Goud  | Goud  | Goud   |        | Goud  | Goud  | Goud  |

1908: Ulrich Salchow ·
1920: Gillis Grafström ·
1924: Gillis Grafström ·
1928: Gillis Grafström ·
1932: Karl Schäfer ·
1936: Karl Schäfer ·
1948: Richard Button ·
1952: Richard Button ·
1956: Hayes Alan Jenkins ·
1960: David Jenkins ·
1964: Manfred Schnelldorfer ·
1968: Wolfgang Schwarz ·
1972: Ondrej Nepela ·
1976: John Curry ·
1980: Robin Cousins ·
1984: Scott Hamilton ·
1988: Brian Boitano ·
1992: Viktor Petrenko ·
1994: Aleksej Oermanov ·
1998: Ilja Koelik ·
2002: Aleksej Jagoedin ·
2006: Jevgeni Pljoesjtsjenko ·
2010: Evan Lysacek ·
2014: Yuzuru Hanyu ·
2018: Yuzuru Hanyu ·
2022: Nathan Chen
- Gemeinsame Normdatei: 130554154
- International Standard Name Identifier: 0000 0001 1460 7995
- Library of Congress Control Number: no2011030818
- Nationale Bibliotheek van Tsjechië: js20060303013
- Virtual International Authority File: 42948791
- WorldCat: E39PBJxRJ3YX6mH4j3bx968cT3